# South Park (Los Angeles)
South Park – dzielnica we południowo-zachodniej części śródmieścia (downtown) Los Angeles w Kalifornii w USA o powierzchni 2,34 km² i liczbie ludności 4417 mieszkańców. W dzielnicy znajduje się Los Angeles Convention Center a także Staples Center.

## Położenie
South Park ograniczone jest ulicami: Harbor Freeway, Santa Monica Freeway, Broadway Street, Hill Street, 6th i 7th Street oraz Los Angeles Street.

## Historia
Pierwotnie siedziba zakładów przemysłowych, centrów sprzedaży samochodów, hoteli. Od 2000 roku następuje rewitalizacja dzielnicy, powstaje dużo luksusowych apartamentowców oraz kondominium.